# Fiona (film)
Pour les articles homonymes, voir Fiona.

Fiona est un film américain réalisé par Amos Kollek en 1998 et sorti l'année suivante.

## Synopsis
L'histoire de Fiona et sa mère en huit chapitres. Fiona est abandonnée à l'âge de six mois, élevée dans des foyers nourriciers et adoptifs, abusée, encore une adolescente, bousculée dans les rues de New York.

## Fiche technique
- Titre : Fiona
- Réalisation et scénario : Amos Kollek
- Musique : Alison Gordy
- Montage : Jeffrey Marc Harkavy
- Pays d'origine :  États-Unis
- Durée : 85 minutes
- Date de sortie : en France le 24 novembre 1999

## Distribution
- Anna Thomson : Fiona
- Felicia Maguire : Anita
- Alyssa Mulhern : Alys
- Anna Grace  : Patty
- Bill Dawes : Harvey
- Michele Santopietro  : Annie
- Mike Hodge  : Ernie
- Christopher McCann : Kasseem
- James Mulholland 	: Leon
- Samantha Buck  : le superviseur
- Vernon Gravdal  :	le flic n° 2